# فریدریش هیر
فریدریش هیر (انگلیسی: Friedrich Heer; ۱۰ آوریل ۱۹۱۶ – ۱۸ سپتامبر ۱۹۸۳) تاریخ‌دان فرهنگی، تاریخ‌نگار، و نویسنده اهل اتریش بود.
در سال ۱۹۳۸ از دانشگاه وین فارغ‌التحصیل شد. از زمانی که دانشجو بود با تاریخ‌نگاران پان ژرمنیسم مخافت می‌کرد و از نازیسم دفاع می‌کرد.